# HuCard
| QS-Informatik | Dieser Artikel wurde wegen inhaltlicher Mängel auf der Qualitätssicherungsseite der Redaktion Informatik eingetragen. Dies geschieht, um die Qualität der Artikel aus dem Themengebiet Informatik auf ein akzeptables Niveau zu bringen. Hilf mit, die inhaltlichen Mängel dieses Artikels zu beseitigen, und beteilige dich an der Diskussion! (+) Begründung: Quellen fehlen weiterhin. --Matthäus Wander 22:18, 4. Aug. 2023 (CEST) |

Die HuCard ist eine 1987 von Hudson Soft zusammen mit der Nippon Electric Corporation (NEC) entwickelte Speicherkarte. Sie hat die Größe einer Kreditkarte und wurde in den Videospielkonsolen PC Engine und SuperGrafx von NEC eingesetzt. HuCards enthalten einen integrierten Schaltkreis (IC), der bei den Anschlüssen (38 Pins) liegt und durch eine dünne Kunststoffhülle geschützt ist.
Im Vergleich zu den eher traditionellen Spielkonsolen dieser Zeit sind die PC Engine und die Supergrafx abgesehen von den ähnlichen Sega-Cards für das erste Sega Master System die einzigen Videospielekonsolen, bei denen die relativ kleinen und kompakten HuCards verwendet werden. In den USA sind die HuCards als TurboChips (nach der US-Version, der Turbografx16) benannt. Die HuCard kann mit der BeeCard (auch eine Speicherkarte von Hudson Soft), die in MSX-Computern verwendet wurde, verglichen werden. Die BeeCard ist etwas dünner und enthält 32 Pins während die HuCard 38 hat.
|         |  |  |
| HUCards |  |  |